# Muroja Szei
Muroja Szei (Oszaka, 1994. április 5. –) japán válogatott labdarúgó, a Hannover 96 játékosa.

## Nemzeti válogatott
A japán U23-as válogatott tagjaként részt vett a 2016. évi nyári olimpiai játékokon.